# Gordon Goodwin
Gordon Goodwin (Wichita, Kansas, 1954 –) négyszeres Grammy- és kétszeres Daytime Emmy-díjas amerikai zongorista, szaxofonos, zeneszerző, hangszerelő, karmester.

## Pályakép
Gordon Goodwin a jelen big band zenéjének egyik fontos figurája. Goodwin – mint a hangszerelők általában – felismerhető a rá jellemző hangszerelési trükkökről. Zenészei igen pontosan, tisztán, nagyon erőteljesen játszanak, könnyedén muzsikálnak.

## Lemezek
- Swingin' for the Fences (2001)
- XXL (Silverline) (2003)
- The Phat Pack (2006)
- Bah, Humduck! A Looney Tunes Christmas (2006)
- Act Your Age (2008)
- Dave Siebels With: Gordon Goodwin's Big Phat Band (2009)
- That's How We Roll (2011)
- Life in the Bubble (2014)
- A Big Phat Christmas (2015)

## Díjak

### Grammy-díj
- Legjobb hangszerelő: „The Incredits” (2005),
- „Rhapsody in Blue” (2011)
- "On Green Dolphin Street” (2013)
- Best Large Jazz Ensemble Album: „Life in the Bubble” (2014)
  - Hat Grammy-jelölés